# Jonas Schwabe
Jonas Josaran Schwabe (thailändisch โยนัส ยศรัญ ชวาเบ; * 12. Juli 2003 in Pohlheim) ist ein deutsch-thailändischer Fußballspieler.

## Karriere
Jonas Schwabe spielte bis Juni 2017 in der Jugend des TSG Wieseck im Stadtteil Wieseck im hessischen Gießen. Am 1. Juli 2017 wechselte er nach Mainz in die Jugend des Erstligisten 1. FSV Mainz 05. Mit der U17 spielte er 15-mal in der B-Junioren-Bundesliga, mit der U19 zweimal in der A-Junioren-Bundesliga. Anfang Oktober 2022 unterschrieb er einen Vertrag beim FSV 1926 Fernwald. Mit dem Verein aus Fernwald spielte er zwanzigmal in der fünftklassigen Hessenliga. Nach zwei Spielzeiten zog es ihn im Juli 2024 nach Thailand. Hier unterschrieb er in Uthai Thani einen Vertrag beim Erstligisten Uthai Thani FC. Sein Erstligadebüt gab Schwabe am 15. September 2024 (6. Spieltag) im Heimspiel gegen den Aufsteiger Rayong FC. Bei dem 3:1-Erfolg wurde er nach der Halbzeitpause für Nattayot Phonyiam eingewechselt. 